# Sulzberg (Oberallgäu)

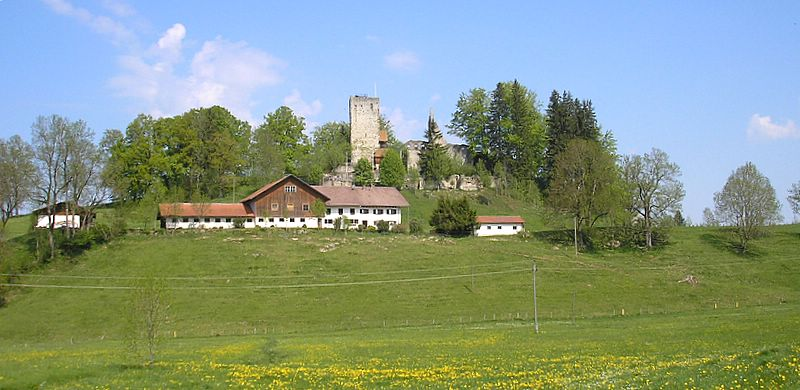
Sulzberg

Sulzberg (Oberallgäu) este o comună-târg din districtul Oberallgäu, regiunea administrativă Schwaben, landul Bavaria, Germania.